# Krinitxne (Luhansk)
|  | Per a altres significats, vegeu «Krinitxne». |

Krinitxne (en ucraïnès: Криничне, en rus: Криничное, Krinitxnoie, Бирюково, Biriukovo) és una vila, un possiólok de l'óblast de Luhansk a Ucraïna, situada actualment a zona ocupada República Popular de Luhansk de la Rússia. El 2019 tenia 3.981 habitants.